# 장흥교통
장흥교통(長興交通)은 전라남도 장흥군의 농어촌버스 회사이고 본사는 전남 장흥군 장흥읍 장강로 105에 위치해 있다.

## 연혁
- 1987년 7월 1일: 회사 설립

## 보유 차종

#### 현대자동차
- 현대 뉴 카운티
- 현대 카운티 뉴 브리즈
- 현대 그린시티

#### 자일대우버스
- 자일대우 레스타
- 자일대우 NEW BS090